# Olga Valentyinovna Korbut
Olga Valentyinovna Korbut (oroszul: Ольга Валентиновна Корбут, belaruszul: Вольга Валянцінаўна Корбут [Volha Valjancinavna Korbut]; Hrodna, Belarusz SZSZK, Szovjetunió, 1955. május 16. –) fehérorosz származású szovjet tornász, az 1970-es évek egyik legnépszerűbb sportolója. Rendkívüli hatással volt a női szertornára, mely addig az akrobatika helyett inkább az eleganciára fókuszált.

## Élete
Olga Korbut 1955. május 16-án született a Szovjetunióban, Grodnóban, a mai Fehéroroszországban. Édesapja, Valentyin Korbut a helyi gyár mérnöke volt. Olga volt a legkisebb a családban. Az általános iskola első éveiben fedezték fel atlétikai képességeit. Olga ugyan igen alacsony volt, de minden osztálytársánál gyorsabban futott, és magasabbra ugrott. Már az első edzésen beleszeretett a tornába. Nyolcéves korától Renald Knis volt az edzője. 1967-ben mutatkozott be a juniorok között a belarusz bajnokságon, ahol aranyat nyert felemás korláton, gerendán és ugrásban. Ezzel a legjobb fiatal szovjet tornásznő lett. 1969-ben, tizennégy évesen részt vett a szovjet bajnokságon, ahol két újdonságot mutatott be. Az egyik ezek közül a gerendán végrehajtott hátraszaltó volt. 1971-ben negyedik lett a szovjet bajnokságon.
1972-ben a szerény kislány a csúcsra ért. Egyrészt kiváló eredménnyel befejezte a gimnáziumot, másrészt háromszoros olimpiai bajnokká vált. 1973-ban a BBC filmet forgatott szülővárosáról, és nyomon követte Korbut egy napját, aki elbűvölte a nézőket kedvességével, és intelligenciájával. Ezután az Amerikai Egyesült Államokba utazott, ahol sztárként fogadták. 1974-ben a világbajnokságon öt érmet nyert. 1975-ben az ENSZ is kitüntette. Az 1976-os olimpia azonban már nem róla, hanem a román Nadia Comăneciről szólt. Korbut egy évvel később visszavonult. 1979-ben megszületett fia, Richard. 1988-ban elsőként vették fel a tornászok halhatatlanjai közé. 1991-től az USA-ban él. 1994-ben a Sport Ilustrated beválasztotta az előző negyven év legnagyobb sportolói közé.

## Hatása
Korbut felborította a szertorna rendjét, amelyet addig a huszonévesek uraltak. Az addig jellemző eleganciát felváltotta az akrobatika, és a torna a tizenéveseké lett. A média kedvencévé válva rengeteget tett sportága népszerűsítéséért, és hatására a nyugati világban egyre többen kezdtek el tornászni. Korbut más volt, mint a szovjet sportolómodell, aki mindig komoly és sohasem mutatja ki érzéseit. Korbut természetesen viselkedett, és ezzel milliók szeretetét nyerte el.

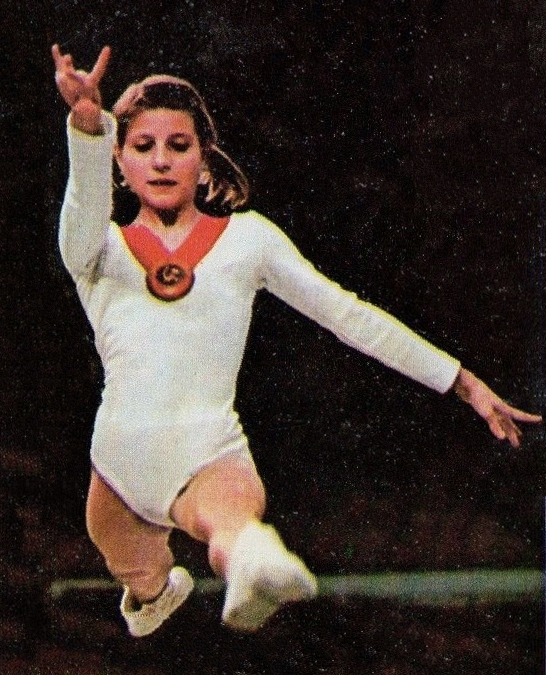
Korbut 1972-ben